# Legge del Consiglio di Controllo nº 10
La Legge del Consiglio di controllo nº 10 (in tedesco Kontrollratsgesetz Nr. 10, KRG 10; in inglese Control Council Law No. 10, CCL10) fu emanata dagli Alleati il 20 dicembre 1945 e rappresentò la base giuridica per i processi contro gli accusati di crimini di guerra, crimini contro la pace o crimini contro l'umanità nei primi anni del secondo dopoguerra.

## Accordi
Nella Dichiarazione di Mosca del 30 ottobre 1943, firmata da Franklin D. Roosevelt, Winston Churchill e Iosif Stalin, sulla responsabilità dei sostenitori di Hitler per le atrocità commesse durante la guerra, si annunciava che i principali criminali di guerra tedeschi sarebbero stati processati da un tribunale congiunto e che gli altri responsabili sarebbero stati estradati nei Paesi in cui avevano commesso i reati.
Lo Statuto di Londra dell'8 agosto 1945 fu fondamentale per la costituzione del Tribunale militare internazionale (TMI), che avrebbe celebrato il processo di Norimberga contro i principali criminali di guerra e avrebbe giudicato i crimini di guerra e contro la pace, in particolare pianificati e commessi durante la guerra stessa, e i crimini contro l'umanità. Si stabilì inoltre che la funzione pubblica esercitata non poteva esentare il colpevole dalla punizione o attenuare la pena. Lo statuto costituì la base giuridica della Legge nº 10, sebbene la limitazione al tempo di guerra non si applichi ai crimini contro l'umanità in essa definiti.
Gli altri criminali di guerra dovevano essere giudicati successivamente in Germania dai rispettivi tribunali militari delle quattro potenze occupanti; in questo modo la Legge nº 10 creò una base legale standard per il procedimento da seguire.

## Contenuto della legge
L'atto del Consiglio di Controllo rimanda espressamente alla Dichiarazione di Mosca e allo Statuto di Londra sia nel preambolo che nell'articolo I. Se gli Stati aderiscono alle disposizioni dello Statuto di Londra, non possono influire in alcun modo sull'azione penale stabilita nel territorio del Consiglio di controllo.
L'art. II, nº 1, prima sezione definisce quattro reati che vengono perseguiti come crimini: a) crimini contro la pace, b) crimini di guerra, c) crimini contro l'umanità e d) appartenenza a una delle organizzazioni il cui carattere criminale è stato stabilito dal TMI.
L'art. II, nº 2 stabilisce che è considerato colpevole di un crimine non solo l'autore, ma anche un eventuale complice che ha partecipato, ordinato o favorito tale crimine. Inoltre, viene dichiarato colpevole anche chi ha partecipato volontariamente o è stato coinvolto nella pianificazione o nell'esecuzione, o ha fatto parte di un'organizzazione collegata all'esecuzione di questi crimini.
L'art. II, nº 3 stabilisce le pene: pena di morte, ergastolo, reclusione per un periodo limitato con o senza lavori forzati, sanzione amministrativa, reclusione sostitutiva, confisca dei beni, perdita totale o parziale dei diritti civili.
L'art. II, nº 4 stabilisce che la posizione ufficiale di funzionario governativo non esime dalla responsabilità per un crimine e non costituisce attenuante. I destinatari degli ordini sono responsabili dei loro crimini, ma la loro posizione di subalterni può essere presa in considerazione per attenuare la pena.
L'art. II, nº 5 esclude la prescrizione per i reati contemplati dall'articolo se sono stati commessi tra il 30 gennaio 1933 e il 1º luglio 1945.
L'articolo III prevede le misure quali la detenzione degli imputati, l'identificazione dei testimoni e la conservazione delle prove; queste ultime possono portare al rinvio di una condanna a morte. Le autorità di occupazione possono dichiarare i tribunali tedeschi competenti a giudicare i crimini commessi da cittadini tedeschi contro altri tedeschi o apolidi.
Gli articoli IV e V regolano l'estradizione delle persone accusate nelle altre zone di occupazione o in altri Stati.

## Attuazione
Inizialmente i reati furono perseguiti dai tribunali militari delle quattro zone di occupazione. Nella zona statunitense l'azione penale fu esercitata principalmente con i dodici processi di Norimberga e i processi di Dachau. I tribunali della zona di occupazione francese si tennero a Rastatt e a Baden-Baden. La maggior parte dei processi dei tribunali militari britannici si svolsero ad Amburgo e divennero noti come processi di Curiohaus; come base legale adottavano il cosiddetto "ordine reale" e non utilizzavano tra i capi d'accusa i nuovi reati come i "crimini contro l'umanità".
Le potenze occupanti intentarono principalmente i processi contro i responsabili che avevano commesso i crimini contro il personale militare e civile alleato o che erano accusati di crimini contro l'umanità. Si avvalsero della possibilità prevista dall'articolo III di autorizzare i tribunali tedeschi a giudicare in modi diversi i crimini commessi da cittadini tedeschi contro altri tedeschi o apolidi. Nella zona statunitense i tribunali tedeschi potevano trattare solo i casi individuali. Nella zona britannica avevano un'autorizzazione più generale, emanata con l'ordinanza del governo militare nº 47 del 30 agosto 1946 e modificata più volte negli anni; fu formalmente abrogata con effetto dal 31 agosto 1951, come pure quella del governo militare francese, concessa solo nel giugno 1950.
Anche se la Legge nº 10 rimase formalmente in vigore, non fu più applicata nelle zone occidentali e nella Repubblica Federale Tedesca. Quando le potenze occupanti si ritirarono, solo alcuni crimini di massa nazisti erano stati perseguiti. Già prima di allora i tribunali tedeschi avevano avuto difficoltà ad applicare le disposizioni della legge, poiché comportava la retroattività dei nuovi principi giuridici (nulla poena sine lege). I tribunali della Germania occidentale si affidavano ora esclusivamente alle leggi penali tedesche, che spesso si rivelavano inadatte a punire in modo consono i crimini nazionalsocialisti e portavano alla prescrizione in caso di ritardi. Nella zona di occupazione sovietica e successivamente nella DDR, invece, tale legge continuò ad essere utilizzata fino al 1955 per punire i crimini nazionalsocialisti.

## Controversie
La Legge nº 10 del Consiglio di controllo fu oggetto di controversie fin dall'inizio in quanto legge penale con effetto retroattivo.
Il politologo Peter Reichel affermò che nel 1949 la Repubblica Federale Tedesca avrebbe avuto la possibilità di inquadrare i reati in essa contenuti nelle leggi speciali e di introdurre tribunali speciali: "La decisione è stata presa contro questa strada innovativa, ma certamente impopolare in termini di politica del passato, e a favore del principio di irretroattività e della continuità della legge, per quanto discutibile possa sembrare la giustificazione". Si è accettato che "molti autori di reati potevano essere perseguiti solo per favoreggiamento e alcuni reati non potevano essere perseguiti".

## Periodo di validità
La Legge nº 10 del 20 dicembre 1945 non fu più applicata nelle tre zone di occupazione occidentali a partire dal 1951. Fu formalmente modificata per la Repubblica Federale Tedesca dall'articolo 2 della legge nº A-37 dell'Alta commissione alleata del 5 maggio 1955 e abrogata dalla Prima legge sull'abrogazione della Legge di occupazione del 30 maggio 1956.
Per la DDR, fu abrogata dalla decisione del Consiglio dei ministri dell'URSS sullo scioglimento dell'Alto commissariato dell'Unione Sovietica in Germania del 20 settembre 1955.
Le sanzioni previste dall'art. II nº 3 sono state limitate nel 1946 su raccomandazione del Tribunale militareiInternazionale per il "Corpo dei leader politici" dello NSDAP (Reichsleiter, Gauleiter e Kreisleiter): in nessun caso le pene avrebbero dovuto superare quanto prescritto dalla Legge sulla denazificazione.